# Oxalidales
Oxalidales Heintze è un ordine di piante angiosperme definito dalla classificazione APG.

## Tassonomia
Vi appartengono le seguenti famiglie:
- Huaceae A.Chev.
- Connaraceae R.Br.
- Oxalidaceae R.Br.
- Cunoniaceae R.Br.
- Elaeocarpaceae Juss.
- Cephalotaceae Dumort.
- Brunelliaceae Engl.

Nel Sistema Cronquist l'ordine Oxalidales non è riconosciuto e la maggior parte delle famiglie vengono ascritte all'ordine Rosales. La famiglia Oxalidaceae viene ascritta all'ordine Geraniales, mentre le Elaeocarpaceae sono suddivise tra gli ordini Malvales e Polygalales.